# Agadžanov
Agadžanov je priimek več oseb:
- Suren Ivanovič Agadžanov (1905–1952), sovjetski general
- Valentin Agadžanov, nemški psihiater in psihoterapevt